# Giorgio Sernagiotto
Giorgio Sernagiotto (Asolo, 28 juli 1981) is een Italiaans autocoureur.

## Carrière
Sernagiotto begon zijn autosportcarrière op jonge leeftijd. Zijn vader leidde rallycoureurs op en liet zijn zoon op 10-jarige leeftijd meedoen aan zijn eerste kartraces. In 1999 werd hij derde in de ICA-klasse van de South Garda Winter Cup.
In 2000 maakte Sernagiotto de overstap naar het formuleracing en nam hij deel aan de Italiaanse Formule Ford 1600. Hij won zes van de negen races en werd kampioen in de klasse. In 2001 stapte hij over naar de Italiaanse Formule Ford 1800, waarin hij eveneens met zes zegs kampioen werd. In 2002 maakte hij de overstap naar de Formule Nissan 2000, het voorportaal van de Open Telefónica by Nissan, waarin hij elfde werd.
In 2003 reed Sernagiotto in vier races van het Italiaanse Formule 3-kampioenschap, voordat hij in 2004 uitkwam in de Italiaanse Formule Renault 2.0. Met elf punten werd hij negentiende in deze klasse. In 2005 stapte hij over naar de Ferrari Challenge, waarin hij tot 2009 ieder jaar actief was. In zijn laatste seizoen in het kampioenschap behaalde hij de titel in de Trofeo Pirelli-klasse.
In 2012 keerde Sernagiotto na twee jaar afwezigheid terug in de autosport en werd hij vierde in de S2000-klasse van het Italiaans toerwagenkampioenschap. In 2013 en 2014 reed hij in de V de V Endurance Challenge.
In 2015 maakte Sernagiotto de overstap naar de LMP3-klasse van de European Le Mans Series (ELMS), waarin hij voor Villorba Corse de auto met Roberto Lacorte deelde. Hij behaalde twee tweede plaatsen op de Red Bull Ring en het Circuit Paul Ricard, waardoor hij met 36 punten zevende in de eindstand werd. In 2016 bleef hij actief voor het team en deelde dat jaar de auto met Lacorte en Niccolò Schirò. Een achtste plaats in de seizoensfinale op het Autódromo do Estoril was zijn beste resultaat en hij eindigde met 8 punten op plaats 23 in het eindklassement.

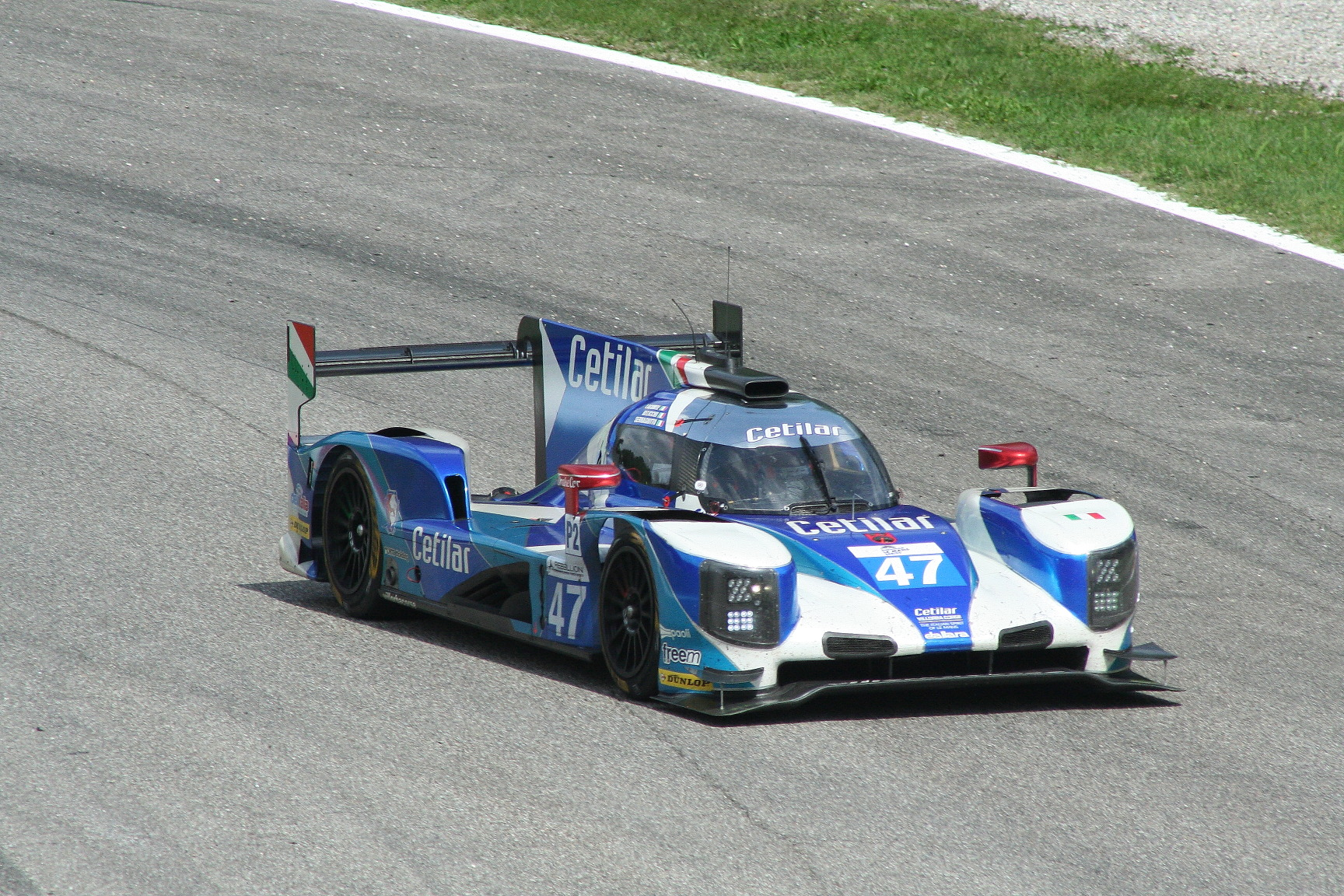
Giorgio Sernagiotto op het Autodromo Nazionale Monza in 2017.

In 2017 stapte Sernagiotto met Villorba Corse over naar de LMP2-klasse van de ELMS, waar hij de auto met Lacorte en Andrea Belicchi deelde. Twee vijfde plaatsen op het Autodromo Nazionale Monza en het Autódromo Internacional do Algarve waren zijn beste resultaten, waardoor hij met 35 punten veertiende in het kampioenschap werd. Tevens debuteerde hij dat jaar in de 24 uur van Le Mans en eindigde als zevende in de LMP2-klasse.
In 2018 reed Sernagiotto opnieuw in de LMP2-klasse van de ELMS met Lacorte, Belicchi en Felipe Nasr als co-coureurs. In de races kwam hij nooit verder dan een negende plaats op Monza, waardoor hij met 4,5 punten op plaats 25 in het klassement eindigde. In de 24 uur van Le Mans werd hij met Nasr en Lacorte elfde in de LMP2-klasse.
In het seizoen 2019-2020 stapte Sernagiotto met Cetilar over naar de LMP2-klasse van het FIA World Endurance Championship (WEC), waarin Lacorte en Belicchi zijn teamgenoten waren. Vijfde plaatsen in de 6 uur van Spa-Francorchamps en de 24 uur van Le Mans waren zijn beste resultaten, waardoor hij met 72 punten twaalfde in de eindstand werd.
In 2021 stapten Cetilar en Sernagiotto over naar de GTE Am-klasse van het WEC, waar hij samen met Lacorte en Antonio Fuoco rijdt. De overstap bleek succesvol. In de seizoensopener, de 6 uur van Spa-Francorchamps, stond het team op het podium, voordat de tweede race, de 8 uur van Portimão, werd gewonnen. Lacorte werd uiteindelijk met 75 punten vijfde in de eindstand.
In 2022 stapten Sernagiotto en Cetilar over naar de GTD-klasse van het IMSA SportsCar Championship. Het team nam enkel deel aan de vier enduranceraces van het seizoen. Sernagiotto won samen met Lacorte en Fuoco de 12 uur van Sebring. Ook in 2023 reed het enkel in de enduranceraces, waarin een dertiende plaats in de Petit Le Mans het beste resultaat was. Sernagiotto nam dat jaar tevens deel aan de Am-klasse van de International GT Open, waarin hij voor AF Corse de auto met Alessandro Cozzi deelde. Hij behaalde twee zeges op Portimão en Paul Ricard en werd zo met 51 punten zesde in het kampioenschap.